# Firmicus
Pour le mathématicien et controversiste chrétien latin, voir Julius Firmicus Maternus.
Genre
Firmicus est un genre d'araignées aranéomorphes de la famille des Thomisidae.

## Distribution
Les espèces de ce genre se rencontrent en Afrique, en Europe du Sud, au Moyen-Orient et au Viêt Nam.

## Liste des espèces
Selon World Spider Catalog (version 18.0, 07/02/2017) :
- Firmicus abnormis (Lessert, 1923)
- Firmicus arushae Caporiacco, 1947
- Firmicus aurantipes Jézéquel, 1966
- Firmicus biguttatus Caporiacco, 1940
- Firmicus bimaculatus (Simon, 1886)
- Firmicus bipunctatus Caporiacco, 1941
- Firmicus bivittatus Simon, 1895
- Firmicus bragantinus (Brito Capello, 1866)
- Firmicus campestratus Simon, 1907
- Firmicus dewitzi Simon, 1899
- Firmicus duriusculus Simon, 1903
- Firmicus haywoodae Jézéquel, 1964
- Firmicus insularis (Blackwall, 1877)
- Firmicus lentiginosus (Simon, 1886)
- Firmicus paecilipes Caporiacco, 1940
- Firmicus strandi Caporiacco, 1947
- Firmicus werneri Simon, 1906

## Publication originale
- Simon, 1895 : Histoire naturelle des araignées. Paris, vol. 1, p. 761-1084 (texte intégral).